# عائلة أمسنك

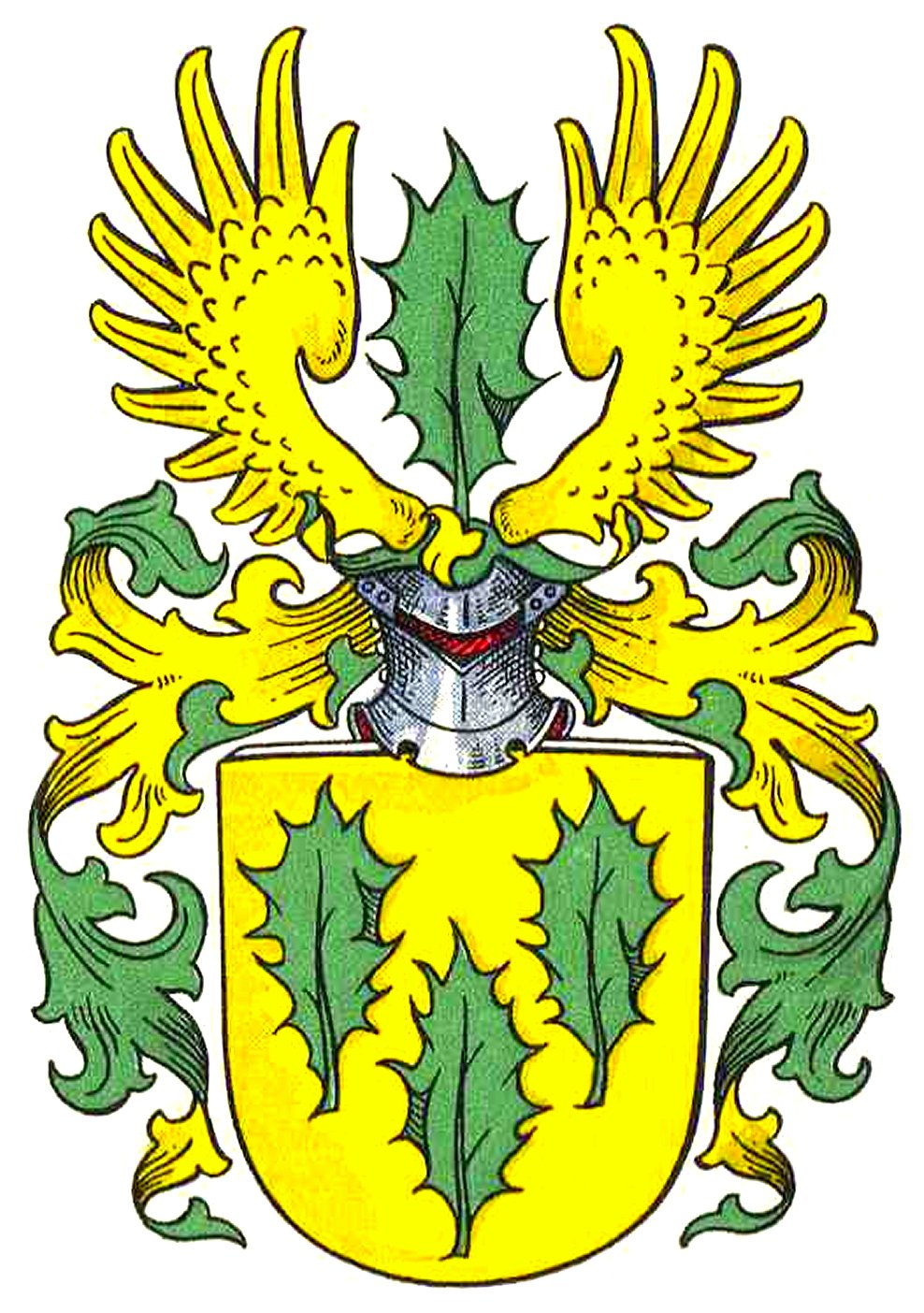

أمسنك' هي عائلة أرستقراطية من أصل هولندي كان أعضاؤها من التجار البارزين في العديد من البلدان مثل هولندا وهامبورغ (كانت تتمتع بحكم مستقل وحتى الآن لها وضع خاص في ألمانيا الحديثة) والبرتغال وإنجلترا وفرنسا وهانوفر وهولشتاين والدنمارك وسورينام والهند. من القرن السابع عشر، شكّل فرع العائلة في هامبورغ جزءاً من الطبقة الحاكمة في المدينة التي تتمتع بحكم ذاتي، كانت العائة من الهانزيتين أو جراند برجر الذي حصلو عليها من الوراثة الذين تمتعوا بامتيازات قانونية في هامبورغ حتى عام 1918. كانت أمسنك واحدة من العائلات التجارية الكبرى في هامبورغ على مدى قرون عديدة، بلغ أعضاؤها أعلى المناصب في مجتمع هامبورغ، حتى أصبحو أعضاء مجلس الشيوخ وتولو رئاسة الخكومة. كان فرع العائلة في سورينام من مالكي المزارع الكبيرة. احتفظ فرع العائلة في هامبورغ بهوية هولندية لعدة قرون، وغالبًا ما كان يتزاوج من عائلات أرستقراطية أخرى هولندية الأصل.
تنحدر العائلة من يوهان امسينك (ولد في حوالي 1410-1430)، وهو برجوازي من مدينة أولدنزال في عام 1459. كان حفيده رودولف امسينك (1518-1582/90) رئيس بلدية زوول. يكنى جنس النبات أمسنكية على اسم العائلة تكريما لرئيس الدولة في هامبورغ والمعتم علم النبات فيلهلم أمسنك (1752-1831).